# This is an EP Release
This is an EP Release es el segundo álbum del grupo de rap Digital Underground, lanzado como EP en 1991. Dos canciones del álbum fueron incluidas en la película Nothin But Trouble, "Tie The Knot" y "Same Song". "Same Song" marcó el debut del rapero Tupac Shakur, apareciendo por primera vez en una canción y en un video musical, en el que representa a un rey africano. El álbum fue certificado oro por la RIAA y alcanzó el 29º puesto en la lista Billboard 200 y el 7º en la R&B/Hip-Hop Albums.

## Lista de canciones
1. "Same Song" (con 2Pac)
2. "Tie The Knot"
3. "The Way We Swing" (Remix)
4. "Nuttin' Nis Funky"
5. "Packet Man" (Worth A Packet Remix)
6. "Arguin' On The Funk"